# Un temps de président
Pour plus de détails, voir Fiche technique et Distribution.
Un temps de président est un documentaire réalisé par Yves Jeuland qui suit pendant six mois, de l’été 2014 au début de l'année 2015, la vie du président de la République française François Hollande à l'Élysée. Il est diffusé pour la première fois le 28 septembre 2015 sur France 3. 

## Contenu
Le documentaire est divisé en trois saisons : l’été, l’automne et l’hiver. On y voit les coulisses du pouvoir et les relations de celui-ci avec les médias. Le documentaire suit François Hollande au quotidien dans sa fonction, son travail et ses déplacements, en voiture ou en avion, ainsi que le travail de deux de ses principaux collaborateurs : Jean-Pierre Jouyet, Secrétaire général de la présidence de la République française et Gaspard Gantzer, le conseiller en communication.
Il montre le quotidien de l'Élysée, comme l’arbre de Noël ou la remise de la décoration de grand-croix de la Légion d'honneur à Jean d'Ormesson, mais surtout la gestion d'évènements importants de cette période : la progression de Daech en Irak, les démissions et le remaniement du gouvernement, la sortie de Merci pour ce moment, livre de l'ex-compagne du président Valérie Trierweiler, et en fin de documentaire, les attentats de janvier.

## Fiche technique
Sauf indication contraire, les informations mentionnées dans cette section peuvent être confirmées par le générique de fin de l'œuvre audiovisuelle présentée ici, ainsi que par la base de données cinématographiques IMDb,  présente dans la section « Liens externes ».
- Titre original, français : Un temps de président
- Réalisation : Yves Jeuland
- Musique : Éric Slabiak
- Montage :  Lizi Gelber
- Producteur délégué : Alexandre Hallier et Jérémy Pouilloux
- Sociétés de production : La Générale de Production, France Télévisions
- Pays de production :   France
- Langue originale : Français
- Format : 1.77:1
- Genres : Documentaire
- Durées : 104 min
- Date de première diffusion : 28 septembre 2015

## Distribution
- Gaspard Gantzer

- François Hollande
- Jean-Pierre Jouyet
- Emmanuel Macron
- Valérie Trierweiler
- Manuel Valls